# Nazionale femminile di calcio di Taipei cinese
La nazionale di calcio femminile di Taipei Cinese è la rappresentativa calcistica femminile di Taiwan ed è posta sotto l'egida della locale federazione calcistica (CTFA).
In base alla classifica emessa dalla FIFA il 15 marzo 2024, la nazionale femminile occupa il 40º posto del FIFA/Coca-Cola Women's World Ranking.
Come membro dell'Asian Football Confederation (AFC), partecipa a vari tornei di calcio internazionali, come al Campionato mondiale FIFA, alla Coppa d'Asia, ai Giochi olimpici estivi e ai tornei a invito come l'Algarve Cup o la Cyprus Cup.

## Risultati al campionato del mondo
| Campionato asiatico femminile | Campionato asiatico femminile | Campionato asiatico femminile | Campionato asiatico femminile | Campionato asiatico femminile | Campionato asiatico femminile | Campionato asiatico femminile | Campionato asiatico femminile | Campionato asiatico femminile | Campionato asiatico femminile |
| Anno                          | Risultato                     | Partite                       | Vinte                         | Pareggi                       | Perse                         | GF                            | GS                            | DG                            |                               |
| ----------------------------- | ----------------------------- | ----------------------------- | ----------------------------- | ----------------------------- | ----------------------------- | ----------------------------- | ----------------------------- | ----------------------------- | ----------------------------- |
| 1991                          | Quarti di finale              | 4                             | 1                             | 0                             | 3                             | 2                             | 15                            | -13                           |                               |
| 1995                          | Non qualificata               | -                             | -                             | -                             | -                             | -                             | -                             | -                             |                               |
| 1999                          | Non qualificata               | -                             | -                             | -                             | -                             | -                             | -                             | -                             |                               |
| 2003                          | Non qualificata               | -                             | -                             | -                             | -                             | -                             | -                             | -                             |                               |
| 2007                          | Non qualificata               | -                             | -                             | -                             | -                             | -                             | -                             | -                             |                               |
| 2011                          | Non qualificata               | -                             | -                             | -                             | -                             | -                             | -                             | -                             |                               |
| 2015                          | Non qualificata               | -                             | -                             | -                             | -                             | -                             | -                             | -                             |                               |
| 2019                          | Non qualificata               | -                             | -                             | -                             | -                             | -                             | -                             | -                             |                               |
| / 2023                        | Non qualificata               | -                             | -                             | -                             | -                             | -                             | -                             | -                             |                               |
| Totale                        | 1/9                           | 4                             | 1                             | 0                             | 3                             | 2                             | 15                            | -13                           |                               |

### Risultati al campionato asiatico
| Campionato asiatico femminile | Campionato asiatico femminile | Campionato asiatico femminile | Campionato asiatico femminile | Campionato asiatico femminile | Campionato asiatico femminile | Campionato asiatico femminile | Campionato asiatico femminile | Campionato asiatico femminile | Campionato asiatico femminile |
| Anno                          | Risultato                     | Partite                       | Vinte                         | Pareggi                       | Perse                         | GF                            | GS                            | DG                            |                               |
| ----------------------------- | ----------------------------- | ----------------------------- | ----------------------------- | ----------------------------- | ----------------------------- | ----------------------------- | ----------------------------- | ----------------------------- | ----------------------------- |
| 1975                          | Non partecipante              | -                             | -                             | -                             | -                             | -                             | -                             | -                             |                               |
| 1977                          | Vincitori                     | 4                             | 4                             | 0                             | 0                             | 18                            | 1                             | +17                           |                               |
| 1979                          | Vincitori                     | 7                             | 6                             | 1                             | 0                             | 19                            | 0                             | +19                           |                               |
| 1981                          | Vincitori                     | 5                             | 5                             | 0                             | 0                             | 20                            | 0                             | +20                           |                               |
| 1983                          | Non partecipante              | -                             | -                             | -                             | -                             | -                             | -                             | -                             |                               |
| 1986                          | Non partecipante              | -                             | -                             | -                             | -                             | -                             | -                             | -                             |                               |
| 1989                          | Finalista                     | 5                             | 3                             | 0                             | 2                             | 9                             | 3                             | +6                            |                               |
| 1991                          | 3º posto                      | 5                             | 2                             | 2                             | 1                             | 9                             | 3                             | +6                            |                               |
| 1993                          | 4º posto                      | 5                             | 2                             | 0                             | 3                             | 15                            | 11                            | +4                            |                               |
| 1995                          | 3º posto                      | 4                             | 3                             | 0                             | 1                             | 11                            | 3                             | +8                            |                               |
| 1997                          | 4º posto                      | 4                             | 2                             | 0                             | 2                             | 7                             | 12                            | -5                            |                               |
| 1999                          | Finalista                     | 6                             | 4                             | 1                             | 1                             | 25                            | 5                             | +20                           |                               |
| 2001                          | Fase a gironi                 | 4                             | 3                             | 0                             | 1                             | 24                            | 1                             | +23                           |                               |
| 2003                          | Fase a gironi                 | 4                             | 2                             | 1                             | 1                             | 7                             | 7                             | 0                             |                               |
| 2006                          | Fase a gironi                 | 3                             | 0                             | 0                             | 3                             | 1                             | 14                            | -13                           |                               |
| 2008                          | Fase a gironi                 | 3                             | 0                             | 0                             | 3                             | 0                             | 17                            | -17                           |                               |
| 2010                          | Non qualificata               | -                             | -                             | -                             | -                             | -                             | -                             | -                             |                               |
| 2014                          | Non qualificata               | -                             | -                             | -                             | -                             | -                             | -                             | -                             |                               |
| 2018                          | Non qualificata               | -                             | -                             | -                             | -                             | -                             | -                             | -                             |                               |
| 2022                          | Quarti di finale              | 3                             | 1                             | 1                             | 1                             | 6                             | 5                             | -1                            |                               |
| 2026                          | Qualificata                   |                               |                               |                               |                               |                               |                               |                               |                               |
| Totale                        | 14/20                         | 62                            | 37                            | 6                             | 19                            | 171                           | 82                            | +89                           |                               |

## Tutte le rose

### Mondiali
Coppa del Mondo FIFA 19911 Hong L.C., 2 Liu H.M., 3 Chen S.J., 4 Lo C.Y., 5 Chen H.L., 6 Chou T.Y., 7 Lin M.C., 8 Shieh S.J., 9 Wu S.C., 10 Huang Y.C., 11 Hsu C.C., 12 Lan L.F., 13 Lin C.C., 14 Ko C.L., 15 Wu M.H., 16 Chen S.C., 17 Lin M.J., 18 Lin H.F., CT: Chong T.P.